# Светозар Кушевић
Светозар Кушевић (Пожега, 14. април 1823. — Блацко, 4. март 1911) био је српски политичар и властелин.

## Биографија
Завршио је богословију, а затим правно-политичке науке у Ђеру, Пожуну и Бечу. Службовање је започео 1845. године, као конзисторијални подбележник Пакрачке епархије, а две године касније ушао је као посланик Пожеге у Сабор у Пожуну. Изабран је и у Хрватски сабор, где се залагао за заједничко иступање Срба и Хрвата према Мађарима. У јавним службама је брзо напредовао, већ 1854. године био је именован за секретара намесништва у Загребу. Припадао је званичној политици бана Јосипа Шокчевића и Ивана Мажуранића.
Био је први председник ватрогасног друштва у Пожеги од 1847. до 1892. године. Био је и члан Банске конференције. Године 1850. постаје секретар Загребачке жупаније, а 1861. велики жупан Сремске жупаније. Такође је биран за посланика у Српском сабору у Карловцима. Године 1862. додељено му је племство, а та почаст га је трајно везала за Хабзбуршки двор.
Интересе српског народа бранио је заштићен положајем човека оданог династији и аустријској влади. О томе сведочи и његово писмо од 11. фебруара 1863. године, упућено Ивану Кукуљевића, великом жупану Загребачке жупаније, у којем истиче:
Хрвати силно греше што, позивајући се на хрвтски државно и историјско право, поричу Србима политичку индивидуалност и на тлу тзв. Троједнице признају само хрватски „политички народ“, а Србе сматрају православним Хрватима и третирају их као део хрватског „политичког народа“.
Кушевић је следио политику аустријске државе у којој је победила идеја двојне монархије. Постао је униониста који је прагматично прихватио новонастало стање државног јединства. У оштрој поларизацији српске политике, њени протагонисти су на разне начине покушавали да се снађу и да извуку неку поуку за српски народ. Умро је на свом спахилука у Блецком.